# Mitsubishi F-2
Die Mitsubishi F-2 ist ein japanisches Mehrzweckkampfflugzeug, das auf der US-amerikanischen F-16 „Fighting Falcon“ basiert.

## Geschichte
Mitte der 1980er-Jahre begann Japan mit der Suche nach einem Nachfolger für ihre F-1. Man entschied sich nach einigen Kontroversen für eine Weiterentwicklung der F-16. Im Oktober 1987 wurde das als FS-X bezeichnete Programm offiziell gestartet.
Im Vergleich zum Ausgangsmuster F-16 ist die F-2 um einiges weiterentwickelt und angepasst, so dass von einem eigenen Flugzeugtyp gesprochen wird. Der Rumpf der F-2 ist länger, die Kunststoff-Tragflächen sind um einiges größer und eine komplette Neuentwicklung. Das von Mitsubishi Electric entwickelte J/APG-1-Mehrzweckradar soll eine Reichweite von 190 km haben; die F-2 war das erste Serienkampfflugzeug der Welt, das mit einem J/APG-1-AESA-Radar ausgestattet wurde. Durch die großzügige Verwendung von Verbundmaterialien konnte die Radarsignatur verkleinert werden. Geplant war auch der Einbau von Canards am Lufteinlauf am Rumpf, was jedoch letztendlich nicht realisiert wurde. Das Cockpit ist mit Head-Up-Display, Bildschirmen und einem Schleudersitz von Lockheed ausgerüstet. Die Steuerung erfolgt über ein Fly-by-wire-System und eine HOTAS-Steuerung. Mitte 1992 wurde eine 1:1-Attrappe vorgestellt und Anfang 1995 erfolgte der Rollout des ersten von vier Prototypen (davon zwei Doppelsitzer). Die XF-2A (63-0001) hatte ihren Erstflug am 7. Oktober 1995 mit Yoshiyuki Watanabe am Steuer. Der zweite Prototyp folgte am 13. Dezember 1995. Bei der Flugerprobung traten Probleme durch Flattern bei Ausrüstung mit Anti-Schiff-Lenkwaffen und zu geringe Festigkeit der Tragflächen auf, die das Programm weiter verzögerten. Als erste Serienmaschine flog 1999 eine einsitzige F-2. Die Maschinen wurden in zwei Versionen gebaut: als Einsitzer (F-2A) und als Zweisitzer (F-2B).
Die ersten Serienmaschinen wurden im September 2000 an die 3. Staffel der japanischen Luftstreitkräfte (Japanese Air Self-Defence Force) in Misawa ausgeliefert. Insgesamt sollten 180 Maschinen beschafft werden (davon 47 Maschinen vom Typ F-2B), wobei aber aufgrund von Kostensteigerungen und eines eingeschränkten Budgets letztendlich nur 94 Maschinen beider Typen gekauft wurden. Die F-2 löst die Mitsubishi F-1 in der Rolle als Jagdbomber (Battlefield Air Interdiction, Close Air Support, Anti-Surface Warfare) ab und unterstützt die F-15J Eagle bei der Luftverteidigung. Beim Tōhoku-Erdbeben 2011 wurden 18 Maschinen der 21. Trainingsstaffel (darunter fast alle  Zweisitzer), die zum Zeitpunkt des Bebens in Matsushima lag, beschädigt oder zerstört. 13 davon werden schrittweise repariert und wieder zum Einsatz gebracht.
Am 27. September 2011 wurde die letzte der 94 Serienmaschinen an die japanischen Luftstreitkräfte ausgeliefert. Zusammen mit den vier Prototypen wurden insgesamt 98 F-2-Flugzeuge gebaut.
Ab Mitte der 2030er-Jahre soll ein Nachfolger bereitstehen, der im Rahmen des Global Combat Air Programme entwickelt wird.

## Technische Daten
| Kenngröße                | Daten |
| ------------------------ | --- |
| Typ                      | Mehrzweckkampfflugzeug                                                                                            |
| Länge                    | 15,52 m |
| Spannweite               | 11,13 m |
| Flügelfläche             | 34,84 m² |
| Flügelstreckung          | 3,56 |

Profil der F-2A und der F-16C im Vergleich

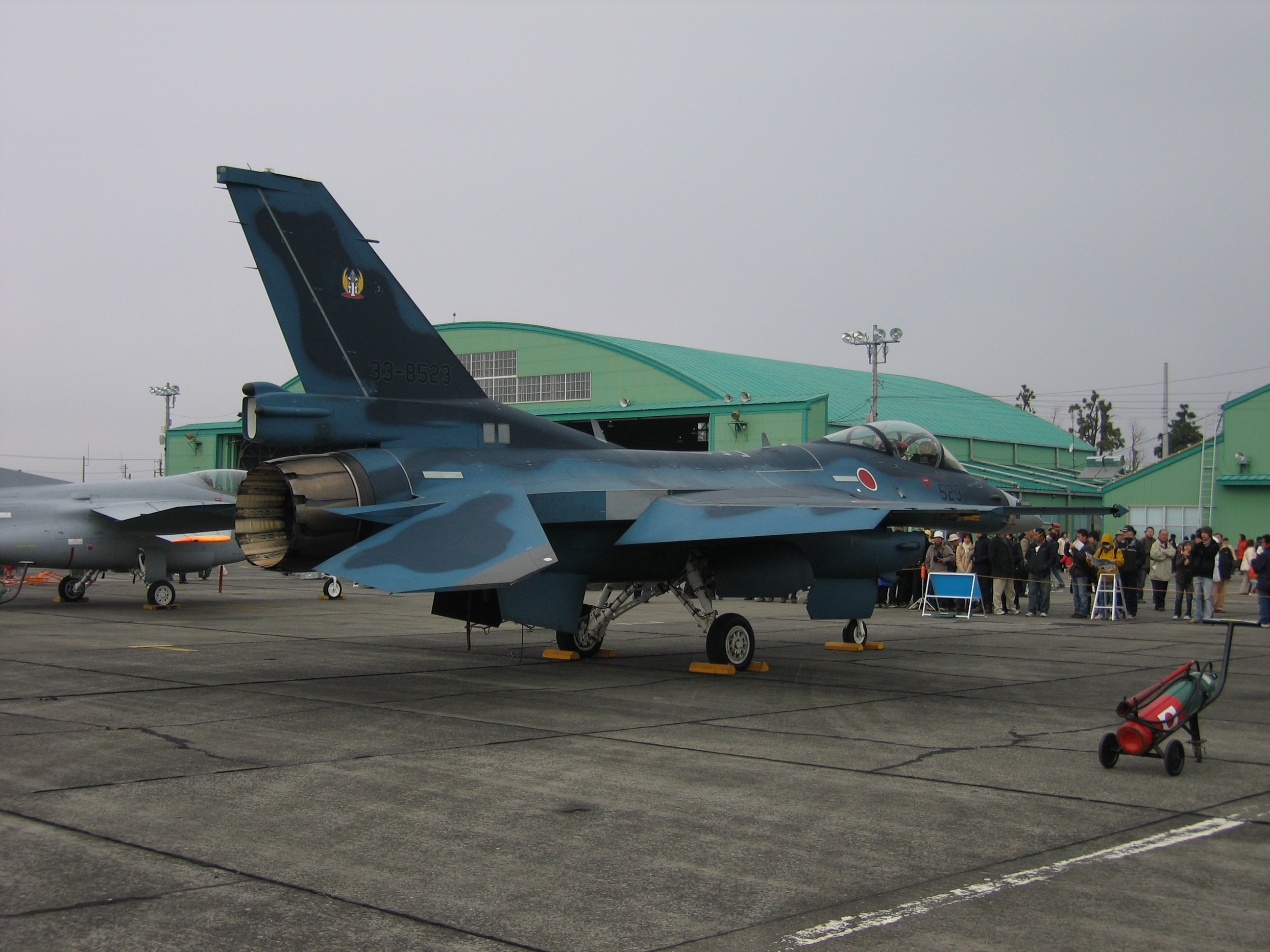
F-2 (Rückseite)

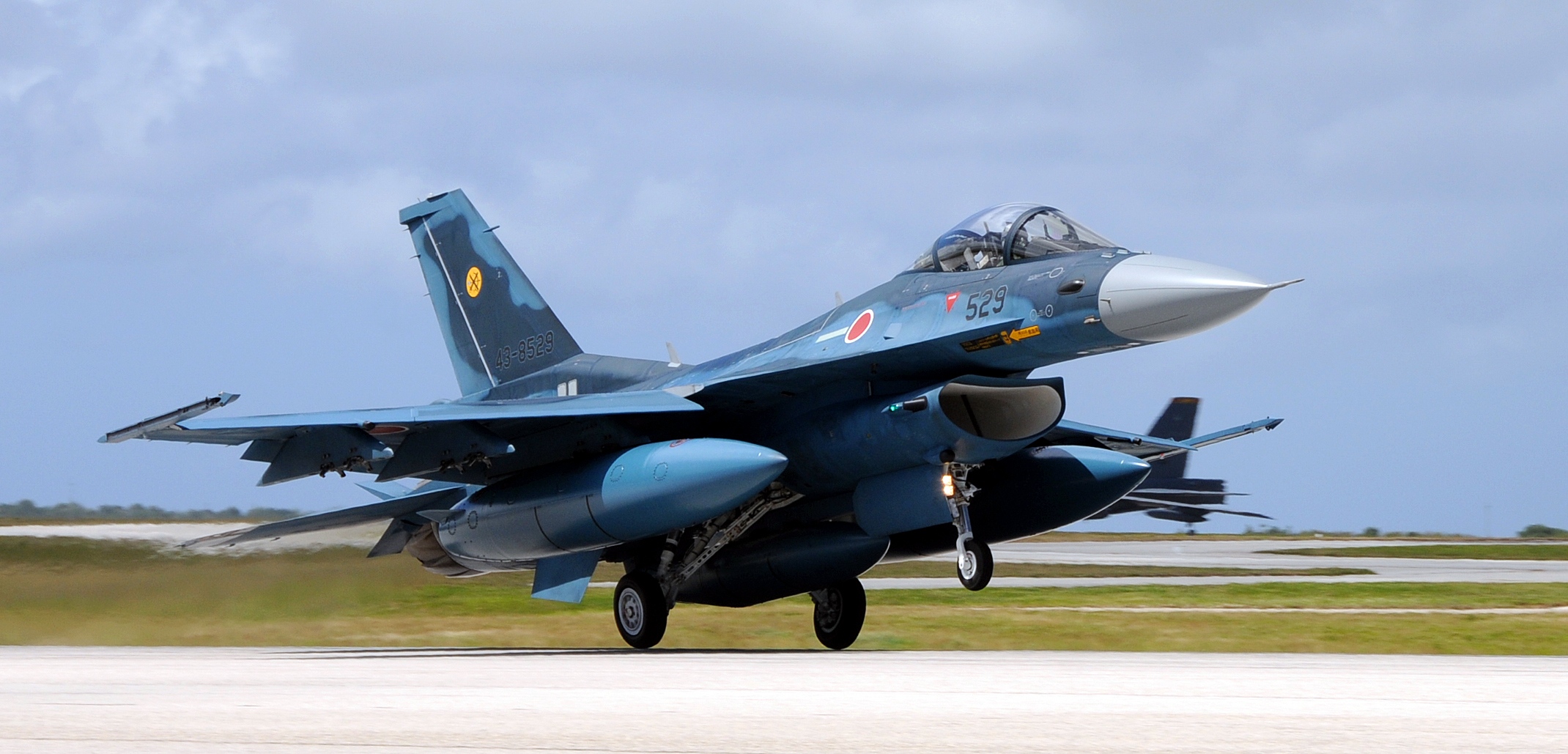
Japanische F-2 bei der Landung in Guam

| Tragflächenbelastung     | - minimal (Leermasse): 273 kg/m² - nominal (normale Startmasse): 531 kg/m² - maximal (max. Startmasse): 631 kg/m² |
| Höhe                     | 4,96 m |
| Leermasse                | 9.527 kg |
| normale Startmasse       | ca. 18.500 kg |
| max. Startmasse          | ca. 22.100 kg |
| g-Limits                 | −3/+9g |
| Höchstgeschwindigkeit    | Mach 2 (auf optimaler Höhe)                                                                                       |
| Dienstgipfelhöhe         | 17.900 m |
| Einsatzradius            | 834 km |
| Überführungsreichweite   | ca. 3500 km (mit externen Zusatztanks)                                                                            |
| Triebwerk                | 1 × General Electric F110-GE(IHI)-129-Mantelstromtriebwerk                                                        |
| Schubkraft               | - mit Nachbrenner: 131,7 kN - ohne Nachbrenner: 75,5 kN                                                           |
| Schub-Gewicht-Verhältnis | - maximal (Leermasse): 1,46 - nominal (normale Startmasse): 0,75 - minimal (max. Startmasse): 0,63                |

### Bewaffnung
Festinstallierte Bordkanone
- 1 × 20-mm-Gatling-Maschinenkanone M61A1 Vulcan

Luft-Luft-Lenkflugkörper
- 4 × Raytheon AIM-7M „Sparrow“ – radargesteuert, halbaktiv für Mittelstrecken
- 4 × Mitsubishi AAM-4B (Typ-99) – radargesteuert, endphasengelenkt für Mittelstrecken
- 4 × LAU-7/A-Startschienen für je 1 × Raytheon AIM-9L/M „Sidewinder“ – infrarotgesteuert, selbstzielsuchend für Kurzstrecken
- 4 × Mitsubishi AAM-3 (Typ-90) – infrarotgesteuert, selbstzielsuchend für Kurzstrecken

Seezielflugkörper
- 6 × Mitsubishi ASM-1C (Typ-91)
- 6 × Mitsubishi ASM-2 (Typ-93)

Gelenkte Bomben
- 2 × GCS-1 (Bombe mit IR-Sucher)

Ungelenkte Freifallbomben
- 4 × BRU-42 TER (Triple Ejection Rack) mit je 3 × Mark 82 LDGP (227-kg/500-lb-Freifallbombe)
- 4 × BRU-42 TER (Triple Ejection Rack) mit je 3 × JM117 (372-kg-/820-lb-Freifallbombe)
- 8 × Aerojet General/Honeywell CBU-87/B (430-kg-Streubombe mit je 202 Splitter-/Brandbomblets)
- 2 × Mark 83 LDGP (454-kg-/1.000-lb-Freifallbombe)

Externe Behälter
- 1 × abwerfbarer Zusatztank am Rumpfträger für 300 US.liq.gal. Kerosin
- 2 × abwerfbarer Zusatztank am inneren Flügelträger für 600 US.liq.gal. Kerosin